# 丽娅·森
丽娅·森（英語：Riya Sen，1981年1月24日—），印度电影演员、模特。出生于一个演艺世家，其祖母、母亲和姐姐莉瑪·森都是演员。1991年在《Vishkanya》里扮演一个小孩。在2004年电影《Style》中，她赢得了首次商业成功。
丽娅在16岁时参与了Falguni Pathak的Yaad Piya Ki Aane Lagi的演出。从那时起，她在电视广告、音乐录影带、时装表演、杂志封面中多次亮相。

## 外部連結
- 丽娅·森在互联网电影资料库（IMDb）上的資料（英文）